# The Telltale Light
The Telltale Light er en amerikansk stumfilm fra 1913 af Mack Sennett.

## Medvirkende
- Roscoe 'Fatty' Arbuckle
- Charles Avery
- Alice Davenport
- Mabel Normand